# Papež Janez Pavel II.
Janez Pavel II., rojstno ime Karol Józef Wojtyła, papež in svetnik, * 18. maj 1920, Wadowice, Poljska, † 2. april 2005, Vatikan.
Janez Pavel II. je postal prvi neitalijanski papež po 455 letih in obenem prvi slovanskega porekla, ko je bil 16. oktobra 1978 izvoljen za papeža.

## Življenjepis
Rojen je bil na južnem Poljskem v družini nekdanjega avstro-ogrskega častnika Karola Wojtyła ter učiteljice in šivilje Emilie Kaczorowske.
30. decembra 1963 ga je papež Pavel VI. imenoval za krakovskega nadškofa. Sodeloval je na drugem vatikanskem cerkvenem zboru.
Leta 1967 je postal kardinal. Leta 1978 je tako sodeloval na konklavu, kjer so po smrti Pavla VI. za novega papeža izvolil Albina Luciania, ki je privzel ime Janez Pavel I. 

## Papeževanje
Po njegovi nepričakovani smrti po le 33 dneh papeževanja je bil Karol Wojtyła kljub svoji neobičajni mladosti ter poljski narodnosti 16. oktobra 1978 izvoljen za novega papeža. V spomin predhodnika si je nadel ime Janez Pavel II.
13. maja 1981 je nad njim na trgu sv. Petra v Rimu Turek Mehmet Ali Ağca izvedel poskus atentata. Kasneje je papež atentatorja obiskal v zaporu, vsebina njunih pogovorov pa še danes ni znana; znano pa je, da ga je objel in mu iz srca odpustil nameravani zločin. Člani teroristične mreže Al Kaida so med njegovim obiskom na Filipinih januarja 1995 pripravljali še en atentat na papeža. Na dan atentata so bili razkrinkani.
Čeprav je na papeški položaj prišel mlad (ukvarjal pa se je tudi s športom), sta dva poskusa atentata na njegovem zdravju pustila posledice. Pojavili so se tudi sumi o raku, trpel pa je tudi za Parkinsonovo boleznijo. Ni mogel več hoditi, težko je govoril in slabo slišal, vendar je nadaljeval s potovanji po svetu. Kljub slabemu telesnemu stanju tisti, ki so se z njim srečali, pravijo, da je bil duševno popolnoma zdrav. Izgledal je trdno odločen, da bo na položaju vztrajal do smrti ali do poslabšanja duševnega stanja.
Po zgledu predhodnika se je odločil poenostaviti svoje urade. Poleg tega, da ni nosil papeške tiare in da se je zavzemal za manj slovesen postopek ob kronanju novega papeža, je ukinil tudi onikanje samega sebe, vse v duhu papeškega naziva Servus Servorum Dei (Služabnik božjih služabnikov).
Janez Pavel II. je potoval v več kot 100 dežel, kjer je pritegnil velike množice vernikov. Dvakrat je obiskal tudi Slovenijo. Prvič med 17. in 19. majem 1996, ko je obeležil 1250. obletnico krščanstva na Slovenskem. Iz tega obiska je verjetno najbolj znan stavek s srečanja z mladimi na postojnskem letališču (ravno na njegov 76. rojstni dan): Papež 'ma vas rad. Drugi obisk Slovenije je trajal le pol dneva. To je bilo 19. septembra 1999 ob beatifikaciji Antona Martina Slomška. Postal je prvi papež, ki je obiskal Anglijo, kjer je molil tudi v anglikanski katedrali v Canterburyju. Potoval je tudi v Izrael, kjer se je simbolično dotaknil Zidu objokovanja z namenom prispevati k spravi med Judi in kristjani. Bil je tudi prvi papež, ki je kdaj stopil v mošejo (Mošeja Omajadov, Damask, 6. maj 2001). Kadar mu je zdravstveno stanje dopuščalo, je tradicionalni božično in velikonočno poslanico izrekel v množici jezikov, tudi v slovenščini. Tudi ob obeh obiskih Slovenije je govoril v slovenščini.
Vodstvo Katoliške Cerkve se je oglašalo tudi v zvezi z osvobodilno teologijo ter večkrat podajalo smernice za njen razvoj in usmeritev, kakor tudi izražalo zaskrbljenost, da bi prišlo to gibanje preveč pod vpliv marksizma, ki ostaja zgolj pri zemeljski osvoboditvi delavcev in drugih revnih slojev iz krivičnih odnosov in razmer - tudi in predvsem z nasiljem; krščanska osvoboditev namreč sega dalje in gre pri njej ne le za izboljšanje ali odpravo krivičnih, tj. grešnih družbenih razmer. Krščanski poudarek je namreč predvsem na zveličanju in odrešitvi od osebnega greha, kar pa je prinesel Jezus Kristus in nadaljuje po svoji Cerkvi zlasti prek maše in zakramentov. V zvezi s tem je objavila tozadevno listino "Libertatis nuntius" Kongregacija za verski nauk pod predsedovanjem kardinala Josepha Ratzingerja in z odobritvijo papeža Janeza Pavla Velikega leta 1984.

### Nekaj podatkov
- drugi najdaljši pontifikat,
- med svojim pontifikatom je prepotoval 1.247.613 kilometrov,
- 104-krat je zapustil Italijo,
- obiskal 129 držav,
- opravil 146 obiskov v Italiji,
- 301-krat obiskal rimske župnije,
- za blažene razglasil več kot 1338 ljudi,
- kanoniziral 482 ljudi,
- imenoval 231 kardinalov,
- se srečal z več kot 1590 predsedniki oz. predsedniki vlad.
- Za blažene je torej razglasil več ljudi (1.340 do oktobra 2004) kot katerikoli njegov predhodnik.

### Dela
Za okrožnice glej Seznam papeških okrožnic.

## Bolezen, smrt in spomin

### Bolezen in smrt
Leta 2001 so mu zdravniki postavili diagnozo Parkinsonova bolezen. Informacija o bolezni je bila javnosti razkrita šele leta 2005.
Umrl je 2. aprila 2005 ob 21.37 uri, najverjetneje zaradi zapletov obstoječe bolezni.

### Razglasitev za svetnika
13. maja 2005 je njegov naslednik Benedikt XVI. najavil, da bo začel postopek beatifikacije in tako preskočil običajno petletno obdobje po smrti kandidata. Sam postopek se je pričel 28. junija istega leta. 1. maja 2011, na Nedeljo Božjega usmiljenja, ga je njegov naslednik Papež Benedikt XVI. razglasil za blaženega na Trgu sv. Petra v Rimu. Navzoč je bil poldrugi milijon ljudi.
19. decembra 2009 ga je njegov naslednik papež Benedikt XVI. razglasil za božjega služabnika. Papež Frančišek je 30. septembra 2013 na rednem konzistoriju razglasil, da bo blaženega papeža Janeza Pavla II. (skupaj z blaženim Janezom XXIII.) 27. aprila 2014 razglasil za svetnika, kar je potem tudi storil.
V Sloveniji mu je posvečena kapela v cerkvi sv. Duha v Stožicah v Ljubljani in kapela v cerkvi bl. Antona Martina Slomška v Košakih v Mariboru, v katere oltarju so vgrajene tudi papeže relikvije. V Ljubljani se po njem imenuje Ulica Janeza Pavla II. (po preimenovanju Zrinjskega ceste leta 1997), na kateri se nahaja tudi sedež Apostolske nunciature v Sloveniji. Bronast kip Janeza Pavla II. se nahaja na Brezjah ob baziliki, kamnit pa v Skorbi v vaškem središču.

### Obisk Slovenije
Glavni članek: Papeški obiski v Sloveniji.
Janez Pavel II. je bil po Piju VI. prvi papež, ki je obiskal slovenske dežele. V Sloveniji je bil dvakrat:
- 18. maj 1996, Hipodrom Stožice, pri maši se je zbralo 105.000 ljudi
- 18. maj 1996, Letališče Postojna, pri maši in praznovanju papeževega rojstnega dne se je zbralo 70.000 mladih
- 19. maj 1996, Letališče Maribor, pri maši se je zbralo 100.000 ljudi
- 19. september 1999, Betnava, na beatifikaciji Antona Martina Slomška je bilo skoraj 200.000 ljudmi.